# Hinrich Wilhelm Kopf
Hinrich Wilhelm Kopf (né le 6 mai 1893 à Neuenkirchen, mort le 21 décembre 1961 à Göttingen) était un homme politique allemand social-démocrate. Il fut le premier ministre-président du Land de Basse-Saxe.